# If Europe 1972
If Europe 1972 is een live-muziekalbum van de Britse band If. Het werd opgenomen tijdens de tournee volgend op de release van If 4, want het album kent nog dezelfde musici als dat album. Het album werd pas in 1997 uitgegeven, maar hoort qua datering in 1972.

## Musici
- John Mealing – toetsen
- Jim Richardson – basgitaar
- Dick Morrissey – saxofoons en dwarsfluit, zang
- Dave Quincey – saxofoons en dwarsfluit
- Dennis Elliot – slagwerk
- J.W. Hodkinson – zang, percussie

## Composities
1. Waterfall (Morrissey/Britta Morrissey)(4:40)
2. The light still shines (Quincy /T Humphries)(5:00)
3. Sector 17 (Quincy)(8:06)
4. Throw myself to the wind (Morrissey/Morrissey)(4:01)
5. I couldn’t write and tell you (Quincy)(9:45)
6. Your city is falling (Quincy)(5:47)
7. What did I say about the Box Jack?(Dick Morrissey) (20:20).